# Scambus nigriceps
Scambus nigriceps är en stekelart som först beskrevs av Brulle 1846.  Scambus nigriceps ingår i släktet Scambus och familjen brokparasitsteklar. Inga underarter finns listade i Catalogue of Life.